# طالما بقيت تحبني (أغنية جاستن بيبر)
آز لونغ آز يو لوف مي (بالإنجليزية: As Long as You Love Me)‏ هي أغنية من قبل فنان التسجيل الكندي جاستن بيبر، من ألبوم الاستوديو، بيليف (2012). تتضمن الأغنية مغني الراب الأمريكي بيغ شون. من إنتاج رودني جيركينز وأندري ليندال. تم إصدارها أولا في 11 يونيو 2012، كأغنية منفردة ترويجية من الألبوم، وبعد شهر أصدرت كأغنية منفردة ثانية للألبوم.

## تاريخ الإصدار

### الإصدار الترويجي
| المنطقة          | التاريخ       | الشكل      | الماركة                           |
| ---------------- | ------------- | ---------- | --------------------------------- |
| الولايات المتحدة | 11 يونيو 2012 | تحميل رقمي | آيلاند ريكوردز                    |
| كندا             | 11 يونيو 2012 | تحميل رقمي | آيلاند ريكوردز                    |
| فرنسا            | 11 يونيو 2012 | تحميل رقمي | يونيفيرسال ميوزك، ميركوري ريكوردز |
| العالم           | 13 يونيو 2012 | تحميل رقمي | يونيفيرسال ميوزك، ميركوري ريكوردز |

### إصدار الأغنية المنفردة
| المنطقة                | التاريخ       | الشكل                       |
| ---------------------- | ------------- | --------------------------- |
| الولايات المتحدة/ كندا | 11 يوليو 2012 | أعلى 40/راديو تيار وإيقاع   |
| العالم                 | 7 سبتمبر 2012 | أسطوانة ريمكسات رقمية مطولة |